# 야쿠프 바들레이흐
야쿠프 바들레이흐(체코어: Jakub Vadlejch, 체코어 발음: [ˈjakub ˈvadlɛjx], 1990년 10월 10일~)는 체코의 육상 선수로 주 종목은 창던지기이다. 올림픽에 3회 참가하여 2020년 하계 올림픽 남자 창던지기 부문에서 은메달을 획득했으며 세계 육상 선수권 대회에서 은메달 1개, 동메달 2개를 획득했다. 또한 다이아몬드 리그 3회 우승(2016, 2017, 2023)을 달성했다.